# A Tola
A Tola est un site mégalithique, regroupant deux monuments funéraires de type imprécis, situé sur la commune de Belvédère-Campomoro, en Corse.

## Historique
En 1893, Adrien de Mortillet décrit sous le nom de dolmen de Capo-di-Luogo un dolmen au lieu-dit « la Tola ». L'édifice est déjà en mauvais état, il n'en demeure que les quatre orthostates et de Mortillet souligne, non sans humour, que la table de couverture a disparu. Autour du dolmen, de Mortillet recense six fragments de dalles qu'il suppose être la table d'origine. En 1961, Roger Grosjean fouille l'édifice et un second du même type, désormais dénommés A Tola 1 et A Tola 2, dont il confirme l'usage funéraire au vu du mobilier recueilli, mais il préfère les qualifier de coffres mégalithiques.

## Description
A Tola 2 est situé à environ 150 m au sud-sud-est d'A Tola 1. Il ne comporte que deux montants verticaux, au sud et à l'est. Dans son état actuel, A Tola 1 ouvre au sud-ouest, situation peu courante en Corse mais pas unique (dolmen d'Arghjola à Sartène) alors qu'A Tola 2 est sensiblement orienté est-sud-est/ouest-nord-ouest. La chambre d'A Tola 1 est de forme rectangulaire, elle mesure environ 2,50 m sur 1 m. En l'absence de fouilles complémentaires, il est actuellement impossible de trancher sur la nature de ces deux édifices.
A environ 60 m à l'est-sud-est d'A Tola 1, un alignement, dit de Capo di Locu nord, a été signalé. Il comportait cinq menhirs brisés au niveau de leur base disposés sur une file d'environ 6 m de long orientée nord-sud. cet alignement n'est plus visible.